# Ischnopsyllus jinciensis
Ischnopsyllus jinciensis är en loppart som beskrevs av Xiao Aiyang 1984. Ischnopsyllus jinciensis ingår i släktet Ischnopsyllus och familjen fladdermusloppor. Inga underarter finns listade i Catalogue of Life.